# 랄프 하젠휘틀
랄프 하젠휘틀(독일어: Ralph Hasenhüttl, 1967년 8월 9일 ~)는 오스트리아의 축구 선수 출신 축구 지도자로 최근 사우샘프턴의 감독을 맡았다. 현역 시절 중앙 공격수로 활동했으며 2016-17 시즌 분데스리가에서 라이프치히를 리그 준우승으로 이끌었다.